# Tischtennisweltmeisterschaft 1953
Die 20. Tischtennisweltmeisterschaft fand vom 20. bis 29. März 1953 in Bukarest (Rumänien) in der Floreasca Hall statt.

## Überblick
Erstmals nimmt China an einer Weltmeisterschaft teil, allerdings ohne einen vorderen Platz zu belegen. Die englische Herrenmannschaft um Richard Bergmann und Johnny Leach wird Weltmeister vor den Ungarn um Ferenc Sidó, der sich aber mit 3 Titeln im Herreneinzel, Herrendoppel und Mixed schadlos hielt und zum erfolgreichsten Spieler dieser Weltmeisterschaft wurde. (Sido wird später Nationaltrainer Ungarns und erringt mit der Herren-Mannschaft 1979 den Weltmeister-Titel.)
Das gesamtdeutsche Doppel Freundorfer/Schneider schied gegen die Engländer Brian Kennedy/Aubrey Simons aus.

## Abschneiden der Deutschen
Die gesamtdeutschen Mannschaften setzten sich zusammen bei den Herren aus Conny Freundorfer (München), Horst Ilberg (Hagen), Matthäus Thurmaier (München), Heinz Schneider (Mühlhausen in Thüringen) und Helmut Hanschmann (Jena) sowie bei den Damen aus Berti Capellmann (Würselen), Hannelore Imlau (Frankfurt am Main) und Liane Rödel (Leipzig).
Die Ergebnisse liegen nur teilweise vor.

### Mannschaftswettbewerb Herren
Der Mannschaftswettbewerb wurde in zwei Gruppen mit je acht Teams ausgespielt. Jedes Team bestand aus drei Spielern, ein Wettkampf wurde im Modus Jeder gegen Jeden ausgetragen.
Deutschland trat in Gruppe B an. Nach Siegen über die Niederlande (5:1), Bulgarien (5:1) und Brasilien (5:2) sowie Niederlagen gegen Ungarn (1:5), Frankreich (3:5) und Rumänien (1:5) belegte das Team Platz vier. Dies ergab in der Gesamtwertung ohne weitere Ausscheidungskämpfe einen geteilten Platz sieben.

### Mannschaftswettbewerb Damen
Hier wurde in zwei Gruppen mit je fünf Teams gespielt. Ein Wettkampf wurde im Modus Best-of-3 ausgetragen: Maximal vier Einzel und ein Doppel. Es durften jeweils zwei bis vier Spielerinnen eingesetzt werden: Zwei Damen im Einzel, im Doppel konnten andere Damen antreten.
Deutschland verlor in Gruppe A alle Spiele: 0:3 gegen England und CSSR, 1:3 gegen Ungarn und China. Damit wurde das Team Fünfter und Letzter und in der Gesamtwertung ohne weitere Positionskämpfe geteilter Neunter.

### Herreneinzel
- Heinz Schneider: Sieg gegen Ghetu (Rumänien), Marcel Meyer de Stadelhofen (Schweiz), Niederlage gegen Václav Tereba (CSSR)
- Conny Freundorfer: Sieg gegen Kadec (CSR), Dagoberto Midosi (Brasilien), Niederlage gegen József Kóczián (Ungarn)
- Günter Matthias: Sieg gegen Haagendorn (Holland),  Niederlage in Runde 2 gegen Guy Amouretti (Frankreich)
- Horst Ilberg: Sieg gegen Lecker (Rumänien), Niederlage gegen Ludvík Vyhnanovský (CSR)
- Helmut Hanschmann: Sieg gegen Boderone (Brasilien), Niederlage gegen Chiang (China)
- Bernie Vossebein: Sieg gegen Paul Pesch (Rumänien), Mikodin (Rumänien), Niederlage gegen René Roothooft (Frankreich)
- Anton Breumair: Niederlage gegen Toma Reiter (Rumänien)
- Matthäus Thurmaier: Niederlage gegen Guy Amouretti (Frankreich)
- Heinz Reimann: Niederlage gegen František Tokár (CSR)

### Dameneinzel
- Liane Rödel: Sieg gegen Florescu (Rumänien), Niederlage gegen Luci Slavescu (Rumänien)
- Berti Capellmann: Sieg gegen Friederike Lauber (Österreich)
- Hannelore Imlau: Sieg gegen Kolopente (Rumänien), Niederlage gegen Gizella Farkas (Ungarn)

### Herrendoppel
- Freundorfer/Schneider: Niederlage gegen Brian Kennedy/Aubrey Simons (England)
- Günter Matthias (DDR) /Laurentiu Nagler (Rumänien): Sieg gegen Wolfgang Stoiber/Christian Awart (Österreich), Niederlage gegen Richard Bergmann/Johnny Leach (England)
- Anton Breumair/Matthäus Thurmaier: Niederlage gegen Brian Kennedy/Aubrey Simons (England)
- Horst Ilberg/Bernie Vossebein: Sieg gegen František Tokár/Ludvík Vyhnanovský (CSR), Niederlage gegen Žarko Dolinar/Vilim Harangozo (Jugoslawien)
- Helmut Hanschmann/Heinz Reimann: Sieg gegen Walter Repolusk/Karl Wegrath, Niederlage gegen Cor du Buy/Wille van Zoelen (Holland)

### Damendoppel
- Berti Capellmann/ Liliana Ciuleanu (Rumänien): Niederlage gegen Audrey Bates/Betty Gray (Wales)
- Hannelore Imlau/Liane Rödel: Niederlage gegen Trude Pritzi/Georgeta Strugaru (Österreich/Rumänien)

### Mixed
- Horst Ilberg/Hannelore Imlau: Sieg gegen Schulz/du Buy (Rumänien/Holland), Niederlage gegen Johnny Leach/Diane Rowe (England)
- Bernie Vossebein/Berti Capellmann: Sieg gegen Wille van Zoelen/Tira (Holland), Niederlage gegen József Kóczián/Éva Földy (Ungarn)
- Heinz Reimann/Liane Rödel: Sieg gegen Walter Repolusk/Friederike Lauber (Österreich)

## ITTF-Kongress
Auf dem parallel stattfindenden ITTF-Kongress wurde Karl-Heinz Eckardt, der Präsident des DTTB, in den ITTF-Vorstand gewählt.

## Ergebnisse
Folgende Deutsche nahmen nur an den Individualwettbewerben teil:
- Herren: Anton Breumair (Milbertshofen)[2], Bernie Vossebein (Bochum), Günter Matthias (Stendal, DDR), Heinz Reimann (Jena)

| Wettbewerb        | Rang | Sieger                                                                                                |
| ----------------- | ---- | --- |
| Mannschaft Herren | 1.   | England (Johnny Leach, Aubrey Simons, Adrian Haydon, Richard Bergmann, Brian Kennedy)                 |
| Mannschaft Herren | 2.   | Ungarn (Kálmán Szepesi, Ferenc Sidó, Miklós Sebők, Elemér Gyetvai, József Kóczián)                    |
| Mannschaft Herren | 3.   | CSR (Ivan Andreadis, Ludvík Vyhnanovský, František Tokár, Václav Tereba, Bohumil Váňa)                |
| Mannschaft Herren | 3.   | Frankreich (René Roothooft, Guy Amouretti, Michel Haguenauer, Michel Lanskoy, Jean-Claude Sala)       |
| Mannschaft Herren | 7.   | Deutschland (Conny Freundorfer, Helmut Hanschmann, Horst Ilberg, Heinz Schneider, Matthäus Thurmaier) |
| Mannschaft Herren | 11.  | Österreich (Heinrich Bednar, Heribert Just, Walter Repolusk, Wolfgang Stoiber, Karl Wegrath)          |
| Mannschaft Herren | 13.  | Schweiz (André Estoppey, Marcel Meyer de Stadelhofen, Hugo Urchetti, Georges Wassmer)                 |
| Mannschaft Damen  | 1.   | Rumänien (Ella Zeller-Constantinescu, Sari Szasz-Kolosvary, Angelica Adelstein-Rozeanu)               |
| Mannschaft Damen  | 2.   | England (Kathleen Best, Rosalind Rowe, Diane Rowe)                                                    |
| Mannschaft Damen  | 3.   | Österreich (Ermelinde Wertl, Trude Pritzi, Friederike Lauber)                                         |
| Mannschaft Damen  | 3.   | Ungarn (Zsuzsanna Fantusz, Agnes Simon-Almasi, Gizella Lantos-Gervai-Farkas)                          |
| Mannschaft Damen  | 9.   | Deutschland (Berti Capellmann, Hannelore Imlau, Liane Rödel)                                          |
| Herren Einzel     | 1.   | Ferenc Sidó – HUN                                                                                     |
| Herren Einzel     | 2.   | Ivan Andreadis – TCH                                                                                  |
| Herren Einzel     | 3.   | József Kóczián – HUN                                                                                  |
| Herren Einzel     | 3.   | Ladislav Štípek – TCH                                                                                 |
| Damen Einzel      | 1.   | Angelica Adelstein-Rozeanu – ROM                                                                      |
| Damen Einzel      | 2.   | Gizella Lantos-Gervai-Farkas – HUN                                                                    |
| Damen Einzel      | 3.   | Rosalind Rowe – ENG                                                                                   |
| Damen Einzel      | 3.   | Diane Rowe – ENG                                                                                      |
| Herren Doppel     | 1.   | József Kóczián/Ferenc Sidó – HUN                                                                      |
| Herren Doppel     | 2.   | Richard Bergmann/Johnny Leach – ENG                                                                   |
| Herren Doppel     | 3.   | Ivan Andreadis/Bohumil Váňa – TCH                                                                     |
| Herren Doppel     | 3.   | Victor Barna/Adrian Haydon – ENG                                                                      |
| Damen Doppel      | 1.   | Gizella Lantos-Gervai-Farkas – HUN/Angelica Adelstein-Rozeanu – ROM                                   |
| Damen Doppel      | 2.   | Diane Rowe/Rosalind Rowe – ENG                                                                        |
| Damen Doppel      | 3.   | Zsuzsanna Fantusz/Edit Sági – HUN                                                                     |
| Damen Doppel      | 3.   | Ermelinde Wertl – AUT/Kathleen Best – ENG                                                             |
| Mixed             | 1.   | Ferenc Sidó – HUN/Angelica Adelstein-Rozeanu – ROM                                                    |
| Mixed             | 2.   | Žarko Dolinar – YUG/Ermelinde Wertl – AUT                                                             |
| Mixed             | 3.   | Laszlo Földy/Éva Kóczián – HUN                                                                        |
| Mixed             | 3.   | József Kóczián/Gizella Lantos-Gervai-Farkas – HUN                                                     |

## Medaillenspiegel
| Rang  | Land             | Gold | Silber | Bronze | Gesamt |
| ----- | ---------------- | ---- | ------ | ------ | ------ |
| 1     | Ungarn           | 3    | 2      | 5      | 10     |
| 2     | Rumänien         | 3    | 1      | 0      | 4      |
| 3     | England          | 1    | 3      | 3,5    | 7,5    |
| 4     | Tschechoslowakei | 0    | 1      | 3      | 4      |
| 5     | Österreich       | 0    | 0,5    | 1,5    | 2      |
| 6     | Jugoslawien      | 0    | 0,5    | 0      | 0,5    |
| 7     | Frankreich       | 0    | 0      | 1      | 1      |
| Total | Total            | 7    | 7      | 14     | 28     |

## Philatelie
- Erstmals wurden anlässlich einer TT-Weltmeisterschaft Briefmarken mit Tischtennismotiven herausgegeben. Rumänien legte 2 Marken im Wert von 55 Bani mit einer Auflage von zwei Millionen Sätzen auf. Diese sind im Michel-Katalog unter der Nummer 1423 und 1424 aufgeführt. Außerdem erschien ein Ersttagsbrief mit Sonderstempel und ein Sonderstempel von Bukarest.